# Kimberly Matula
Kimberly Matula, właśc. Kimberly Marie Matula (ur. 23 sierpnia 1988 w Fort Worth) – amerykańska aktorka telewizyjna.
Najbardziej znana z roli Hope Logan w operze mydlanej Moda na sukces.

## Filmografia

### Filmy
- 2006: Savage Spirit jako Megan
- 2008: Królowa XXL jako Tara
- 2008: Pink jako Nate w college'u
- 2009: Crown thy Good jako Claire
- 2010: Split Milk jako Sabrina
- 2013: Stranded jako Donna
- 2014: Maybe Someday jako Lacey

### Seriale
- 2009: Jak poznałem waszą matkę jako dziewczyna
- 2010: Exposed jako Gail
- 2010–2014, 2015, 2016: Moda na sukces jako Hope Logan
- 2011: Obrońcy jako Mia
- 2018: LA do Vegas jako Ronnie (główna rola)